# Young Loud and Snotty
Young Loud and Snotty (рус. молодые, громкие и дерзкие) — дебютный студийный альбом американской панк-группы Dead Boys, записанный и выпущенный в 1977 году на лейбле Sire Records. Был признан одним из ключевых альбомов в истории панк-рока. Несмотря на то, что альбом не был внесён в сводку «40 величайших панк-альбомов всех времен» по версии Rolling Stone, в 2016 году он занял 7-е место в «Топ-10 лучших панк-альбомов всех времен» по версии читателей журнала.

## Об альбоме
Продюсером альбома выступила певица Женя Рэйван. Она решила продюсировать альбом после того, как увидела концерт Dead Boys, на который её пригласил их менеджер и владелец клуба CBGB Хилли Кристал. Запись альбома проходила в 1977 году в студии Electric Lady Studios, в которой записывались Джими Хендрикс и Патти Смит.
В альбом вошли песни из репертуара гаражной группы «Rocket from the Tombs» — «Sonic Reducer», «What Love Is» и «Down in Flames». Песни принадлежат авторству Чита Хрома и Дэвида Томаса, однако в некоторых источниках указано, что в тексты песен были внесены изменения Баторсом, в частности, песня «Sonic Reducer» действительно была изменена.
Песни «Sonic Reducer» и «Ain’t Nothin' to Do» являются самыми известными хитами группы и часто становились объектами кавер-версий. «Ain’t Nothin' to Do» перепевали Майкл Монро, Джефф Дал, The Hellacopters, Green River, Overkill, Nine Pound Hammer.
«Sonic Reducer» исполнялась группами Guns N’ Roses, Overkill, Pearl Jam, Foetus, Dozer, Adult Crash, Rainy Day Saints, Saves the Day, Decry, The Vibrators.

## Список композиций
| №   | Название                                  | Автор(ы)                            | Длительность |
| --- | ----------------------------------------- | ----------------------------------- | ------------ |
| 1.  | «Sonic Reducer»                           | Дэвид Томас, Чита Хром              | 3:05         |
| 2.  | «All This and More»                       | Джимми Зеро                         | 2:49         |
| 3.  | «What Love Is»                            | Стив Баторс, Чита Хром              | 2:08         |
| 4.  | «Not Anymore»                             | Стив Баторс, Чита Хром, Джимми Зеро | 3:38         |
| 5.  | «Ain’t Nothin' to Do»                     | Стив Баторс, Чита Хром              | 2:25         |
| 6.  | «Caught with the Meat in Your Mouth»      | Стив Баторс, Чита Хром              | 2:06         |
| 7.  | «Hey Little Girl (Recorded live at CBGB)» | Боб Гонзалес, Дон Бэскин            | 3:01         |
| 8.  | «I Need Lunch»                            | Стив Баторс, Джимми Зеро            | 3:36         |
| 9.  | «High Tension Wire»                       | Стив Баторс, Чита Хром, Джимми Зеро | 3:05         |
| 10. | «Down In Flames»                          | Стив Баторс, Чита Хром              | 2:13         |

| №   | Название                                     | Автор(ы)                            | Длительность |
| --- | -------------------------------------------- | ----------------------------------- | ------------ |
| 13. | «Not Anymore / Ain't Nothin' to Do (Medley)» | Стив Баторс, Чита Хром, Джимми Зеро | 7:15         |

## Участники записи
- Стив Баторс — вокал;
- Чита Хром — гитара;
- Джимми Зеро — ритм-гитара;
- Джефф Магнум — бас-гитара;
- Джонни Блитз — ударные.
- Рональд Байндер — вокал на «Down in Flames»[6];
- Фуджи, Джеймс Слайман, Рональд Байндер, Майкл Стикка — хлопки на «All This and More».

Дополнительно
- Женя Рэйван — продюсер;
- Дейв Уиттмен — звукорежиссёр;
- Джим Галанте — ассистент звукорежиссёра;
- Харви Голдберг — микширование;
- Тед Дженсен — мастеринг;
- Джон Гиллеспи — арт-директор дизайн;
- Гленн Браун — фотография;
- Кен Ситц — логотип.